# Santa Elena
För andra betydelser, se Santa Elena (olika betydelser).
Santa Elena (Bayan ng Santa Elena) är en kommun i Filippinerna. Kommunen ligger på ön Luzon, och tillhör provinsen Camarines Norte. Folkmängden uppgår till 40 786 invånare.

## Barangayer
Santa Elena är indelat i 19 barangayer.
| - Basiad - Bulala - Polungguitguit - Rizal - Salvacion - San Lorenzo - San Pedro - San Vicente - Santa Elena (Pob.) - Villa San Isidro | - Don Tomas^ - Guitol^ - Kabuluan^ - Kagtalaba^ - Maulawin^ - Patag Ibaba^ - Patag Ilaya^ - Plaridel^ - Tabugon^ ^= Ang mga baranggay na ito ay inaangkin pa rin ng katabing bayan na Calauag, Quezon dahil sa Alitan ng Hurisdiksyong pang-political sa 9 na baranggay na ito. Ang mga mamamayan dito sa 9 na baranggay na ito ay ikinokonsidera na sila pa rin ay mga Calauageño pero ang nakakasakop na pang politikal sa kanila ay ang Santa Elena na dating controlado ng Calauag, Quezon. |